# Heridas de amor
Heridas de amor es una telenovela mexicana producida por Roberto Hernández Vázquez para Televisa en 2006. 
Protagonizada por Jacqueline Bracamontes y Guy Ecker; y con las participaciones antagónicas de Sergio Sendel, Karina Mora y Diana Bracho. Cuenta además con las actuaciones estelares de Karla Álvarez, Ingrid Martz, Grettell Valdez, José Luis Reséndez, Ernesto D'Alessio y los primeros actores Nuria Bages, Enrique Lizalde y Ricardo Blume.
Adaptación de Valeria y Maximiliano, original de Nora Alemán y producida por Carlos Sotomayor para Televisa en 1991.

## Historia
Miranda San Llorente De Aragón es una joven fuerte y decidida, hija mediana del millonario Gonzalo San Llorente, quien la considera la única capaz de seguir sus pasos y hacerse cargo de sus negocios cuando él falte, ya que la mayor, Florencia, padece una enfermedad cardíaca en fase terminal, y la menor, Renata, es una jovencita caprichosa e inmadura.
Miranda lleva tiempo esperando el regreso de su prometido, Fabricio Beltrán Campuzano, quien está estudiando un doctorado en Alemania. Pero cuando Fabricio llega, no pide la mano de Miranda, sino la de Florencia; ambos mantenían una relación amorosa a escondidas antes del viaje de Fabricio, propiciada por Bertha de Aragón, tía materna de las tres hermanas. 
Bertha es una mujer malvada e intrigante que odia a Miranda, pues le recuerda a su hermana, Fernanda, madre de las tres jóvenes y esposa de Gonzalo. Según Bertha, Fernanda le robó a su único amor, Alfredo Luque, a quien asesinó para que nunca estuvieran juntos. Las maldades de Bertha terminaron por obligar a Fernanda a abandonar su hogar, su esposo y sus hijas. Ahora Bertha ha volcado todo su odio sobre Miranda, que no se deja engañar por la falsa bondad de su tía.
Fabricio vuelve a México acompañado de un amigo, Alejandro Luque, quien resulta ser el hijo de Alfredo. Alejandro cree que Gonzalo mató a su padre, por lo que desea vengarse de él, pero sus planes cambian al conocer a Miranda, de quien irremediablemente se enamora. Ella, a su vez, también se siente atraída por ese hombre cuyo carácter constantemente choca con el suyo. Pero ninguno sospecha que la verdadera enemiga de su relación será Bertha, quien se enamora de Alejandro al ver en él el vivo retrato de Alfredo. Con la ayuda de César, su amante y cómplice, quien se enamora de Miranda, Bertha se encargará de destruir a la pareja.

## Elenco
- Jacqueline Bracamontes - Miranda San Llorente De Aragón
- Guy Ecker - Alejandro Luque Buenaventura
- Diana Bracho - Bertha De Aragón
- Enrique Lizalde - Gonzalo San Llorente
- Sergio Sendel - César Beltrán Campuzano/César Bustamante Campuzano
- Nuria Bages - Fernanda De Aragón de San Llorente
- Karla Álvarez - Florencia San Llorente De Aragón/Florencia Luque De Aragón
- Ingrid Martz - Renata San Llorente De Aragón
- Susana González - Liliana López Reyna
- Grettell Valdez - Pamela Altamirano Villamil
- José Luis Reséndez - Fabricio Beltrán Campuzano/Fabricio Bustamante Campuzano
- Ernesto D'Alessio - Juan Jiménez
- José Elías Moreno - Francisco Jiménez
- Beatriz Moreno - Amparo Jiménez
- Ricardo Blume - Leonardo Altamirano
- Lourdes Munguía - Daira Lemans
- Rosángela Balbó - Rebeca Campuzano Vda. de Beltrán
- Luis Couturier - Julio Bustamante
- María Prado - Tomasa Aguirre
- Héctor Sáez - Dr. Benjamín Cohen
- Luis Xavier - Román Álvarez
- Alicia del Lago - Natividad "Nati"
- Carlos Pérez - Elías "Sansón" Mondragón
- Frantz Cossío - Ángel Bustamante
- Haydeé Navarra - Carola Molinar
- Karina Mora - Lizania Luque Lemans
- Lina Durán - Andrea Villamil
- Marcelo Córdoba - Daniel Bustamante
- Pablo Bracho - Luis Alberto Campos
- Paola Riquelme - Erika Duarte
- Rodrigo Tejeda - Raúl Jiménez García
- Rubén Morales - Vicente Mercado
- Susy-Lu Peña - Verónica Ontiveros
- Toño Mora - Joel Jiménez García
- Vanessa Arias - Nuria Gómez
- Hugo Macías Macotela - Padre Santiago Buenaventura
- Jorge Alberto Bolaños - Ambrosio Toriz
- Maristel Molina - Malena Fernández
- Perla Corona
- Lucía Fernanda
- Sergio García
- Sergio Cataño - El Guapo
- Jan - Luciano Sartori
- Sion Jenne - Charo
- Saraí Meza - Sofía López-Reyna
- Leticia Calderón - Fernanda (Joven)
- Arturo Peniche - Alfredo Luque
- Juan Ferrara - Gonzalo (Joven)
- Cecilia Gabriela - Bertha (Joven)
- Yessica Salazar - Marisol
- Magdaleno Trujillo - Gabino
- Francisco Vázquez - Chaquiras

## Equipo de producción
- Historia original: Nora Alemán
- Versión libre y libretos: José Enrique Jiménez, Guillermo Quezada, María Auxilio Salado
- Edición literaria: Elizabeth Salazar
- Tema de entrada: Heridas de amor
- Autores: Jorge Avendaño, Ricardo Montaner
- Intérprete: Ricardo Montaner
- Escenografía: Miguel Ángel Mendoza, Diego Lascuráin, Omar Balam Rosas
- Diseño de vestuario: Silvia Terán, Erika Morones
- Ambientación: Jetzibe Soria
- Continuistas: Óscar Mario Martínez, Juan José Segundo
- Musicalizadores: Jesús Blanco, Julio César Blanco
- Jefe de reparto: Osbaldo Hernández
- Jefe de producción: Adrián Rodríguez
- Gerente de producción: Ángel Garduño
- Coordinador de producción: Daniel Estrada
- Editores: Juan Franco, Luis Horacio Valdés
- Productora asociada: Liliana Cuesta Aguirre
- Director de cámaras 2ª unidad: Carlos Sánchez Zúñiga
- Directores de escena 2ª unidad: Alejandro Ainslie, Héctor Bourges
- Director de cámaras: Armando Zafra
- Director de escena: Sergio Cataño
- Productor ejecutivo: Roberto Hernández Vázquez

## Premios y nominaciones

### Premios TVyNovelas 2007
| Categoría                 | Nominado(a)               | Resultado |
| ------------------------- | ------------------------- | --------- |
| Mejor telenovela          | Roberto Hernández Vázquez | Nominado  |
| Mejor actriz protagónica  | Jacqueline Bracamontes    | Nominada  |
| Mejor actor protagónico   | Guy Ecker                 | Nominado  |
| Mejor actor antagónico    | Sergio Sendel             | Nominado  |
| Mejor primera actriz      | Diana Bracho              | Nominada  |
| Mejor primer actor        | Enrique Lizalde           | Nominado  |
| Mejor actriz de reparto   | Karla Álvarez             | Nominada  |
| Mejor actriz de reparto   | Ingrid Martz              | Nominada  |
| Mejor actor de reparto    | José Elías Moreno         | Nominado  |
| Mejor actor de reparto    | José Luis Reséndez        | Nominado  |
| Mejor dirección de escena | Sergio Cataño             | Nominado  |
| Mejor tema musical        | Ricardo Montaner          | Nominado  |

### Premios Bravo
| Categoría                | Nominada     | Resultado |
| ------------------------ | ------------ | --------- |
| Mejor actriz protagónica | Diana Bracho | Ganadora  |

## Versiones
- Heridas de amor es un remake de la telenovela Valeria y Maximiliano producida por Televisa en 1991 de la mano de Carlos Sotomayor y protagonizada por Leticia Calderón y Juan Ferrara.